# Chris O’Dowd
Christopher O’Dowd (ur. 9 października 1979 w Boyle) – irlandzki aktor i komik.

## Życiorys

### Wczesne lata
Urodził się i wychował w Boyle w hrabstwie Roscommon jako najmłodszy z pięciorga dzieci Denise, psychoterapeutki, i Seána, projektanta znaków. Reprezentował Roscommon w futbolu gaelickim w kategorii do lat 16, mniejszych i poniżej 21 lat. 
Studiował na wydziale polityki i socjologii na University College Dublin, jednak studiów nie ukończył. Uczęszczał do Londyńskiej Akademii Muzyki i Dramatu. 

### Kariera
Debiutował na kinowym ekranie jako James Matthews w kontrowersyjnym dramacie Zmowa milczenia (Conspiracy of Silence, 2003), zainspirowanym autentycznymi wydarzeniami w irlandzkim Kościele katolickim. Zyskał rozpoznawalność jako Roy Trenneman w sitcomie Channel 4 Technicy-magicy (The IT Crowd, 2006–2010, 2013), emitowanym w Polsce przez TVP2 od października do grudnia 2006, oraz na Comedy Central w marcu 2008. W niemieckim komediodramacie Hotel very welcome (2007) zagrał postać Liama.
Za rolę Lenniego Smalla w przedstawieniu Johna Steinbecka Myszy i ludzie w Longacre Theatre w 2014 był nominowany do Tony Award. W filmie fantastycznym Tima Burtona Osobliwy dom pani Peregrine (2016) wystąpił jako Frank. W musicalu Roba Marshalla Mary Poppins powraca (2018) z Emily Blunt użyczył głosu woźnicy Shamusowi. W 2019 otrzymał nagrodę Emmy w kategorii Najlepszy aktor w krótkometrażowym serialu dramatycznym lub komediowym za rolę Toma w serialu Sundance TV Status związku.

## Życie prywatne
30 grudnia 2011 zaręczył się z brytyjską scenarzystką, reżyserką i prezenterką telewizyjną Dawn Porter, którą poślubił 26 sierpnia 2012. Mają dwóch synów - Arthura „Arta” (ur. 1 lutego 2015) i Valentine (ur. 1 lipca 2017).
Pomimo tego, że dorastał w rodzinie rzymskokatolickiej, O’Dowd stał się ateistą i wraz z wiekiem rozwinął filozofię antyteistyczną. Stwierdził, że religia jest „jak rasizm” pod względem potępienia.

## Filmografia

### Filmy
- 2003: Zmowa milczenia jako James Matthews
- 2004: Vera Drake jako klient Sida
- 2005: Festival jako Tommy O'Dwyer
- 2008: Jak stracić przyjaciół i zrazić do siebie ludzi jako Personel Post Modern Review
- 2009: Podróże w czasie: najczęściej zadawane pytania jako Ray
- 2009: Radio na fali jako „Simple” Simon Swafford
- 2010: Podróże Guliwera jako generał Edward Edwardian
- 2011: Single od dziecka jako Alex
- 2011: Druhny jako oficer Rhodes
- 2012: 3, 2, 1... Frankie w sieci jako Bruce
- 2012: The Sapphires: Muzyka duszy jako Dave
- 2012: 40 lat minęło jako Ronnie
- 2013: Tajemnica zielonego królestwa jako Grub (głos)
- 2014: Demon salsy jako Drew
- 2014: Kalwaria jako Jack Brennan
- 2014: Mów mi Vincent jako brat Geraghty
- 2016: Osobliwy dom pani Peregrine jako Franklin Portman
- 2017: Twój Vincent jako listonosz Roulin (głos)
- 2017: Gra o wszystko jako Douglas Downey
- 2018: Też go kocham jako Duncan Thomson
- 2018: Mary Poppins powraca jako woźnica Shamus (głos)
- 2018: Paradoks Cloverfield jako Mundy
- 2019: Dziewczyna, którą nigdy nie byłam jako Alan Wilko Wilkinson
- 2021: Szpak jako Jack Maynard
- 2022: Smok mojego taty jako Kwan (głos)
- 2022: Kraina Snów jako Philip

### Seriale TV
- 2006: Doktor Martin jako Jonathan Crozier
- 2006–2010, 2013: Technicy-magicy (The IT Crowd) jako Roy Trenneman
- 2007: Imperium Romana jako Jase
- 2011-2012: Głowa rodziny jako lokaj / zawodnik / strażnik (głosy)
- 2012–2013: Dziewczyny jako Thomas John
- 2013–2014: Potwory kontra Obcy jako dr Cockroach (głos)
- 2017–: Dorwać małego jako Miles Daly
- 2019: Status związku jako Tom
- 2019: The Twilight Zone jako Jeff Storck

## Publikacje
- Chris O’Dowd, Nick Vincent Murphy: Moone Boy: The Blunder Years. Edición Kindle, 2014. ISBN 978-1447270959. Brak numerów stron w książce
- Chris O’Dowd, Nick V. Murphy: Moone Boy: The Fish Detective. Edición Kindle, 2016. ISBN 978-1250059475. Brak numerów stron w książce
- Chris O’Dowd: Moone Boy 2: The Fish Detective. Kindle, 2016. ISBN 978-1447270980. Brak numerów stron w książce
- Chris O’Dowd, Nick V. Murphy: Moone Boy 3: The Notion Potion. Kindle, 2017. ISBN 978-1509813520. Brak numerów stron w książce
- Chris O’Dowd, Nick V. Murphy: Moone Boy: The Marvellous Activity Manual. Tapa blanda, 2017. ISBN 978-1509832590. Brak numerów stron w książce